# Brasão de armas de Santa Helena
O brasão de Armas de Santa Helena foi adoptado em 30 de Janeiro de 1984.
O fundo do escudo retrata uma cena costeira das ilhas, um navio que navega com as ilhas montanhosas no fundo. O litoral é retirado do selo da colónia. O brasão é segurando por uma mulher portando uma cruz e uma flor. Isto representa Helena de Constantinopla, também conhecida como Santa Helena. A cruz é mostrada como Helena creditando com a descoberta das relíquias da Fiel Cruz (cruz sobre a qual Jesus foi crucificado). O lema, na parte inferior e sobre uma fita branca, está em inglês: Loyal and unshakable (em português: Fiel e inabalável).
As armas não são utilizadas pelas dependências de Santa Helena. Tristão da Cunha usa as suas próprias armas, enquanto a Ascensão usa o brasão real de armas do Reino Unido.
O escudo também é encontrado na Bandeira de Santa Helena e do Governador.